# Galassia Girandola
La Galassia Girandola (nota anche come M 101, o NGC 5457) è una galassia a spirale nella costellazione dell'Orsa Maggiore. La galassia fu scoperta nel 1781 da Charles Messier e da Pierre Méchain. William Herschel fu il primo a osservare delle piccole macchie (che in realtà erano dei frammenti dei bracci a spirale) circondare la galassia.

## Osservazione

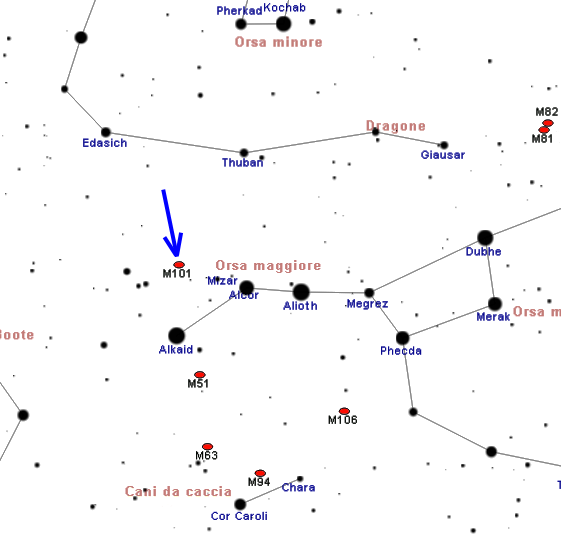
Mappa per individuare M101.

In condizioni eccellenti, M101 può essere osservata anche con un semplice binocolo; infatti, grazie alla sua estensione e alla sua relativa vicinanza a noi, M101 è una delle galassie più brillanti del cielo. La sua individuazione è facile, grazie alla presenza di un'appariscente concatenazione di stelle di sesta e settima magnitudine ad est della brillante stella Mizar. Le sue dimensioni impongono l'uso di ingrandimenti abbastanza bassi per la sua osservazione; occorre comunque un telescopio di almeno 250 mm per iniziare a distinguere il nucleo, più brillante, e i frammenti dei bracci a spirale. Gli stessi bracci offrono, in buone condizioni, un bello spettacolo con un telescopio da 400 mm a largo campo.
La sua declinazione è molto settentrionale: infatti questa galassia si presenta circumpolare da buona parte dell'emisfero boreale, come tutta l'Europa e quasi tutto il Nordamerica; dall'emisfero australe invece è possibile osservarla fino a latitudini temperate medio-basse. Il periodo migliore per la sua osservazione nel cielo serale è quello compreso fra febbraio e settembre.

## Storia delle osservazioni
Il primo ad osservare questa galassia fu Pierre Méchain, che la descrisse come una nube senza stelle, oscura e piuttosto larga, a nord della coda dell'Orsa Maggiore; in seguito fu inserita nel Catalogo di Messier. William Herschel nel 1784 annotò che quest'oggetto possiede un aspetto nebuloso, e cercò di risolverlo in stelle, ovviamente senza riuscirci. Lord Rosse la osservò con il suo telescopio durante la metà dell'Ottocento e fu il primo a notare il suo aspetto a spirale.

## Caratteristiche

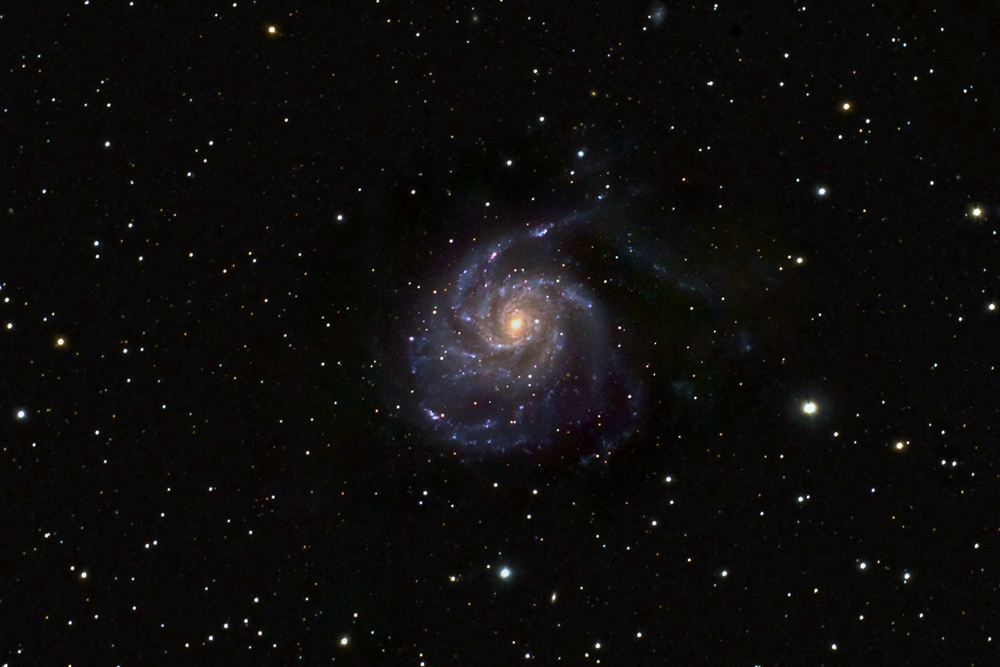
La galassia M101 nella banda della luce visibile. Credit: Scott Anttila.

M101 dista circa 21.000.000 anni luce dalla Terra, ed è una galassia di tipo Sc (spirale non compatta); da un osservatore a terra è vista esattamente "di faccia", ma i suoi bracci sono visibili solo con un grande telescopio. Il diametro della galassia è circa 170.000 anni luce, ovvero quasi doppio rispetto al diametro della nostra Galassia.
Dall'inizio del Novecento, sono state scoperte cinque supernovae in questa galassia:
- SN 1909A, scoperta il 26 gennaio 1909 da Max Wolf;
- SN 1951H, di tipo II, scoperta nel 1951;
- SN 1970G, scoperta il 30 giugno 1970[4];
- SN 2011fe, scoperta il 24 agosto 2011, è stata la più luminosa, raggiungendo la magnitudine 10;
- SN 2023ixf, di tipo II, scoperta il 19 maggio 2023[5], ha raggiunto la magnitudine 10,8.

L'osservazione, nel 1994-95, delle cefeidi situate nella galassia da parte del telescopio Hubble ha permesso di stabilire esattamente la distanza di M101.

### Struttura

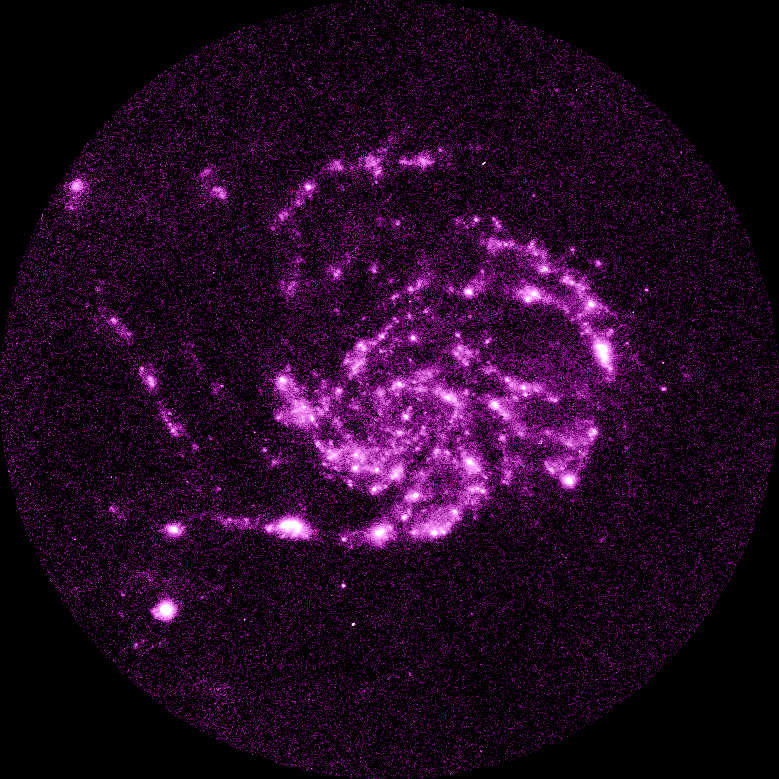
Questa immagine agli ultravioletti mostra bene le distorsioni dei bracci di spirale sul lato sinistro di M101.

M101 è una galassia di notevole estensione se comparata con la Via Lattea; secondo diversi studi la sua massa sarebbe di circa 16 miliardi di masse solari, ma sembrerebbe essere un valore troppo basso, forse dovuto alla bassa luminosità superficiale della galassia; secondo le nuove scoperte, che comprendono l'individuazione di regioni H II e una forte velocità di rotazione, la massa di M101 sarebbe compresa fra 100 e 1000 miliardi di masse solari.
Un'altra proprietà particolare di questa galassia è la presenza di vaste e luminosissime regioni H II, che nelle fotografie raggiunge il numero di 3000 unità; queste regioni, in cui ha luogo la formazione stellare, contengono un gran numero di stelle giovani e calde, di colore blu.
Da un lato la galassia presenta un'asimmetria; si crede che si sia formata in tempi astronomicamente recenti a causa dell'interazione con un'altra galassia, che ne ha deformato i bracci a causa delle potenti forze mareali. Inoltre, questo incontro ha amplificato le onde di densità del bracci della galassia, che ha causato a sua volta la compressione del mezzo interstellare con conseguente aumento dell'attività di formazione stellare.

## Gruppo di M101
M101 possiede cinque galassie compagne di discrete dimensioni: NGC 5204, NGC 5474, NGC 5477, NGC 5585 e Holmberg IV. Come detto sopra, l'interazione fra M101 e le sue galassie satelliti può aver favorito l'aumento della formazione stellare nei bracci di M101; inoltre sembra che questa galassia sia stata distorta dalla vicina NGC 5474. M101 e le sue galassie compagne formano la quasi totalità del gruppo di galassie noto come Gruppo di M101.

### Libri
- (EN) Stephen James O'Meara, Deep Sky Companions: The Messier Objects, Cambridge University Press, 1998, ISBN 0-521-55332-6.

### Carte celesti
- Toshimi Taki, Taki's 8.5 Magnitude Star Atlas, su geocities.jp, 2005. URL consultato il 7 novembre 2010 (archiviato dall'url originale il 5 novembre 2018). - Atlante celeste liberamente scaricabile in formato PDF.
- Tirion, Rappaport, Lovi, Uranometria 2000.0 - Volume I - The Northern Hemisphere to -6°, Richmond, Virginia, USA, Willmann-Bell, inc., 1987, ISBN 0-943396-14-X.
- Tirion, Sinnott, Sky Atlas 2000.0 - Second Edition, Cambridge, USA, Cambridge University Press, 1998, ISBN 0-933346-90-5.
- Tirion, The Cambridge Star Atlas 2000.0, 3ª ed., Cambridge, USA, Cambridge University Press, 2001, ISBN 0-521-80084-6.